# Vernet-les-Bains
Vernet-les-Bains (katalanisch Vernet) ist ein Ort und eine französische Gemeinde (commune) mit 1.441 Einwohnern (Stand 1. Januar 2022) im Département Pyrénées-Orientales in der Region Okzitanien.

## Lage
Vernet-les-Bains liegt in einer Höhe von etwa 600 bis 700 m ü. d. M. am Fluss Cady etwa 8 km (Luftlinie) nordwestlich des Pic du Canigou. Perpignan, die Hauptstadt des Roussillon, ist knapp 57 km (Fahrtstrecke) in nordöstlicher Richtung entfernt; nächstgrößere Stadt ist das etwa 6.000 Einwohner zählende Prades. Etwa 4 km südlich von Vernet befindet sich die Abtei Saint-Martin du Canigou.

## Bevölkerungsentwicklung
| Jahr      | 1800 | 1851 | 1901 | 1954 | 1975 | 1999 | 2017 |
| Einwohner | 674  | 967  | 1267 | 1450 | 1310 | 1440 | 1387 |

Durch den in der zweiten Hälfte des 19. Jahrhunderts beginnenden Kurtourismus konnte der Verlust an Arbeitsplätzen in der Landwirtschaft ausgeglichen und die Bevölkerungszahl der Gemeinde in etwa stabil gehalten werden.

## Wirtschaft
Jahrhundertelang lebten die Bewohner des Ortes überwiegend als Selbstversorger von ihren Feldern sowie ihren Obst- und Gemüsegärten sowie vom Bergbau und dem Transport von Eisenerz mit den Feldbahnen von Vernet-les-Bains, die von 1900 bis um 1963 betrieben wurden. Heute spielt der Tourismus (auch in Form der Vermietung von Ferienwohnungen (gîtes)) eine nicht unerhebliche Rolle im Wirtschaftsleben der Gemeinde.

## Geschichte
Bereits im Jahr 874 ist eine Kirche mit Namen Saint Saturnin erwähnt; allerdings stand sie auf dem linken Ufer des Cady. Der Ort gehörte ursprünglich zur Grundherrschaft (seigneurie) der Grafen von Cerdagne; ab dem Jahr 1007 ging diese auf die zehn Jahre zuvor gegründete Abtei Saint-Martin du Canigou über. Gleichwohl blieb die gräfliche Burg bestehen und die meisten Bürger siedelten sich zu ihren Füßen an. Für das Jahr 1710 ist eine Überschwemmungskatastrophe überliefert, die die alte Kirche und die noch bestehenden Häuser in den Tallagen des Ortes zerstörte. Um die Mitte des 19. Jahrhunderts begann der Badetourismus, der dem Ort eine wirtschaftliche Blütezeit bescherte, die erst mit der Hochwasserkatastrophe im Oktober 1940 ein vorübergehendes Ende fand; die heutigen Kurgebäude und das Spielcasino wurden erst in den 1960er Jahren neu errichtet.

## Sehenswürdigkeiten

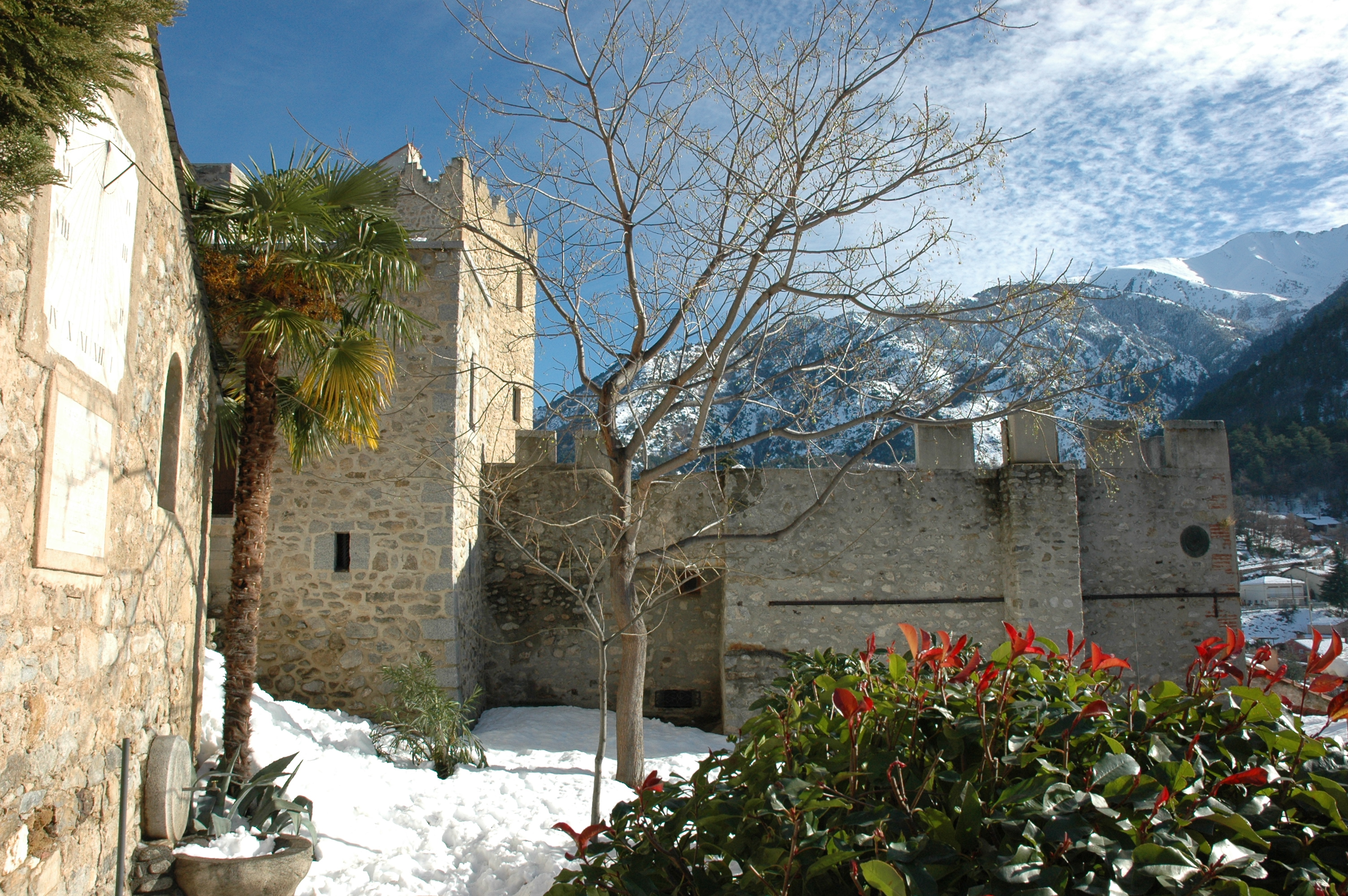
Castell de Vernet im Winter

- Sehenswert sind die teilweise steil ansteigenden gepflasterten Gassen des Ortes.
- Von der mittelalterlichen Burg (castell) steht nur noch der auf quadratischem Grundriss erbaute Bergfried (donjon), welcher zusammen mit dem kleinen Glockenturm der Kirche den Ort überragt.
- Die Burgkapelle wurde nach der Überschwemmungskatastrophe des Jahres 1710 umgestaltet und mit dem Patrozinium der ehemaligen Talkirche als Pfarrkirche Saint Saturnin weitergenutzt.
- Die Bauten des im Tal gelegenen Kurviertels stammen allesamt aus den 1960er Jahren.

Umgebung
- Vernet-les-Bains eignet sich hervorragend als Ausgangspunkt verschiedener Wanderrouten; eine der längsten führt auf den Pic du Canigou.

## Persönlichkeiten
- Rudyard Kipling (1865–1936), englischer Schriftsteller, hielt sich zwischen 1910 und 1926 mehrfach in Vernet auf; hier verfasste er die Kurzgeschichte Why snow falls at Vernet (‚Warum es in Vernet schneit‘).